# Ziad Al-Khasawneh
Pour les articles homonymes, voir Khasawneh.
Ziad Al-Khasawneh est un avocat jordanien qui a dirigé une équipe de vingt-deux avocats de la défense de l'ancien président irakien Saddam Hussein. Il démissionne de son poste le 7 juillet 2005, après des pressions d'avocats américains[réf. nécessaire] .